# Municipio de Wea
El municipio de Wea (en inglés: Wea Township) es un municipio ubicado en el condado de Miami, en el estado estadounidense de Kansas. En el año 2010, tenía una población de 1950 habitantes y una densidad poblacional de 17,13 personas por kilómetro cuadrado.

## Geografía
El municipio de Wea se encuentra ubicado en las coordenadas 38°40′17″N 94°39′53″O / 38.67139, -94.66472. Según la Oficina del Censo de los Estados Unidos, el municipio tiene una superficie total de 113.86 km² (kilómetros cuadrados), de la cual 113,02 km² corresponden a tierra firme y (0,74 %) 0,84 km² es agua.

## Demografía
Según el censo de 2010, había 1950 personas residiendo en el municipio de Wea. La densidad de población era de 17,13 hab./km² (habitantes por kilómetro cuadrado). De los 1950 habitantes, el municipio de Wea estaba compuesto por 96,31 % de blancos, 0,21 % de negros, 0,77 % de amerindios, 0,72 % de asiáticos, 0,72 % de otras razas y 1,28 % de una mezcla de razas. Del total de la población, el 2,15 % eran hispanos o latinos de cualquier raza.